# Karl-Hermann Mühling

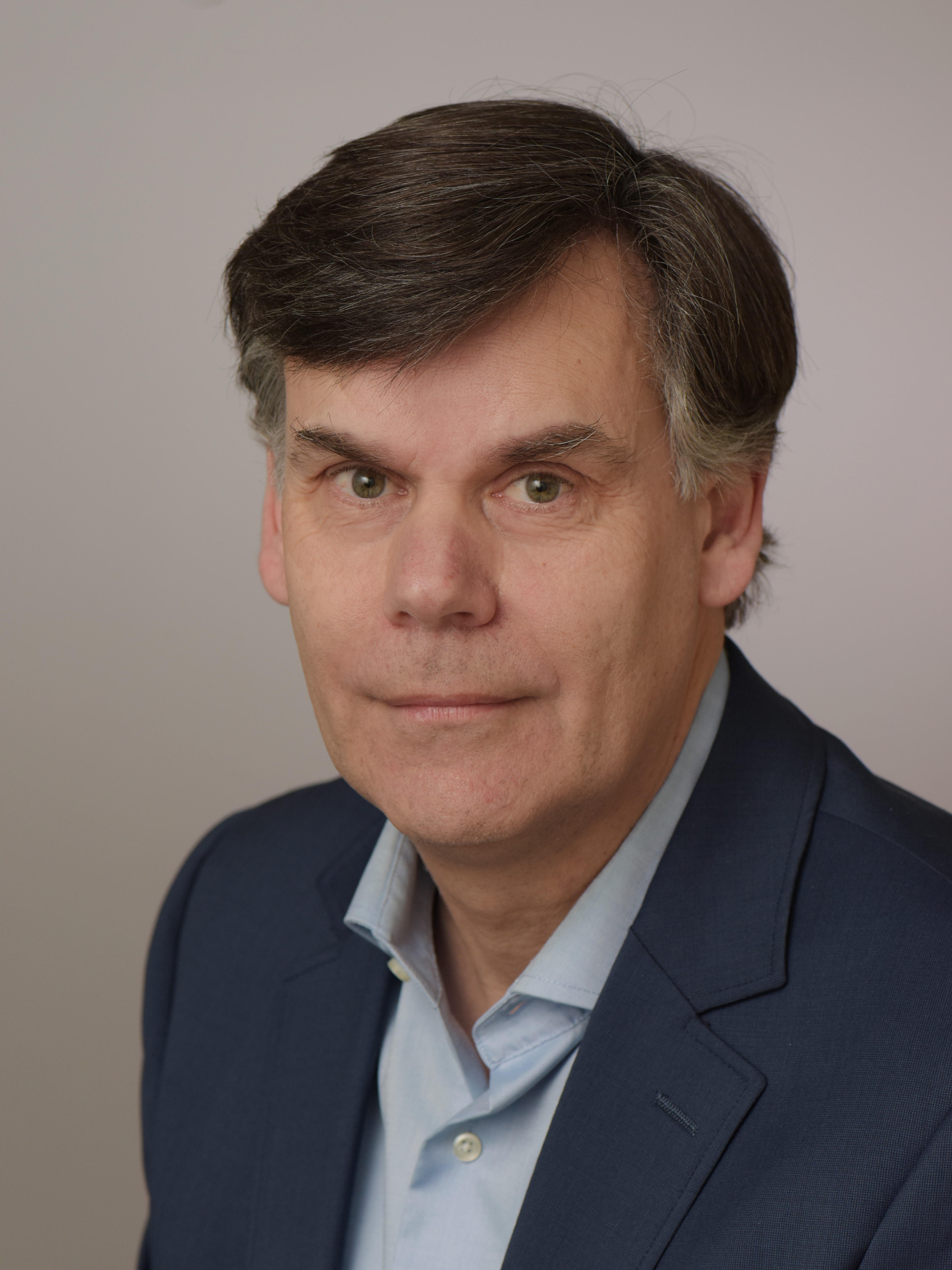
Karl-Hermann Mühling (2020)

Karl-Hermann Mühling (* 10. Februar 1961 in Gießen) ist ein deutscher Agrar- und Ernährungswissenschaftler an der Christian-Albrechts-Universität zu Kiel. Er ist Universitätsprofessor für Pflanzenernährung und Direktor am Institut für Pflanzenernährung und Bodenkunde der Christian-Albrechts-Universität zu Kiel. Außerdem ist er Präsident der wissenschaftlichen Gesellschaften für Agrar-, Forst-, Ernährung-, Veterinär- und Umweltwissenschaften (Dachverband Agrarforschung e. V. DAF) und Herausgeber (Editor-in-Chief) der Zeitschrift für Pflanzenernährung und Bodenkunde (Journal of Plant Nutrition and Soil Science).

## Biografie

### Ausbildung und Beruf
Mühling, Sohn eines Landwirtschaftsmeisters, wuchs in einem landwirtschaftlichen Betrieb in Hungen-Bellersheim (Hessen) auf. Nach dem Abitur (1980) schloss sich eine landwirtschaftliche Ausbildung mit erfolgreicher landwirtschaftlicher Praktikantenprüfung an. Das Studium der Agrarwissenschaften (Studienrichtung Pflanzenproduktion) an der Justus-Liebig-Universität Gießen absolvierte Mühling mit dem Abschluss (1987) als Diplom-Agraringenieur (Dipl-Ing. agr.) und wurde anschließend zum Dr. agr. promoviert (1991).
Es folgte eine Anstellung als wissenschaftlicher Mitarbeiter (1990–1991), wissenschaftlicher (C1) Assistent (1992–1997) und Akademischer Rat (1998–2000) am Institut für Pflanzenernährung und Bodenkunde der Christian-Albrechts-Universität zu Kiel. 1998 habilitierte sich Mühling und erhielt die Lehrbefähigung (Venia legendi) für das Fachgebiet Pflanzenernährung an der Christian-Albrechts-Universität zu Kiel. Nach Erhalt eines Forschungsstipendiums der Deutschen Forschungsgemeinschaft (DFG) absolvierte er zunächst als DFG-Stipendiat und dann als Postdoctoral Fellow einen dreijährigen Auslandsaufenthalt (1999–2001) am Department of Land, Air and Water Resources der University of California at Davis (USA).
2003 folgte er dem Ruf als Professor (C3) für Pflanzenernährung mit dem Schwerpunkt Biochemie der Ernährung der Pflanze an das Institut für Pflanzenernährung der Justus-Liebig-Universität Gießen. 2007 folgte er einen zweiten Ruf als Professor (W3) für Pflanzenernährung an die Christian-Albrechts-Universität zu Kiel.

### Forschung
Mühling lehrt und forscht im interdisziplinären Fach Pflanzenernährung. Das heißt, dass in seinem Labor alle Makro- (N, P, K, Ca, Mg, S) und Mikronährstoffe (B, Mn, Zn, Cu, Cl, Mo, Fe, Ni) sowie nützliche Elemente (J, Si, Co) und Schadstoffe (Na, Al, Cd) im Boden und in der Pflanze untersucht werden. Mühling arbeitet an der Aufklärung der Funktion von Makro- und Mikronährstoffen im pflanzlichen Stoffwechsel (Ernährungsphysiologie) und an der Nährstoffdynamik nach mineralischer und organischer Düngung (Nährstoffhaushalt im Boden und Düngung). In diesem Zusammenhang verfolgt er mithilfe der Isotopen-gestützten Analyse die Düngerwirkung für die Aufnahme- und Nutzungseffizienz von Nährstoffen sowie deren Umweltwirkungen (Treibhausrelevante Spurengase). Darüber hinaus werden biochemische und molekulare Analysen (Proteomik, Metabolomik) von Anpassungs- und Resistenzmechanismen unter abiotischen Stressbedingungen (Bodenversauerung, Alkalinität und Bodenversalzung) durchgeführt. Auch die Lokalisation und Signaltransduktion von Nähr- und Schadstoffen (Al, Cd) im pflanzlichen Gewebe wird mit quantitativen fluorimetrischen Methoden der Mikroskopie verfolgt. Weiterhin arbeitet er an der Bedeutung der Ernährung für die Qualität von pflanzlichen Nahrungsmitteln (Weizengluten, bioaktive Pflanzeninhaltsstoffe).
In den vergangenen Jahren hat er als Autor zusammen mit seinen Mitarbeitern über 240 Publikationen verfasst, von denen über 170 in internationalen und begutachteten Zeitschriften (Originalarbeiten) erschienen sind. Hierbei sind seine Ergebnisse in über 60 verschiedenen wissenschaftlichen Fachzeitschriften (peer-reviewed Journals) der Pflanzenernährung (Plant Nutrition), Pflanzenphysiologie (Plant Physiology), Botanik (Botany), Bodenkunde (Soil Science), Pflanzenbau (Agronomy), Lebensmittelwissenschaften (Food Science), Chemie (Biological, Agricultural and Food Chemistry) und Umweltwissenschaften (Environmental Science) erschienen. Zusätzlich hat er zusammen mit seinen Mitarbeitern über 150 Vorträge und 200 Poster auf nationalen und internationalen Tagungen bis dato präsentiert.

### Lehre
Mühling bietet Lehrveranstaltungen in deutscher und englischer Sprache in B. Sc.- und M. Sc.-Studiengängen der Agrar-, Ernährungs- und Umweltwissenschaften für die Christian-Albrechts-Universität zu Kiel an. In den Bachelor-Studiengängen werden Module mit Vorlesungen, Seminaren und Praktika (jeweils 4 Semesterwochenstunden) zur Pflanzenernährungslehre sowie zur Düngung und Nährstoffhaushalt von Böden gelehrt. Im Masterstudiengang der Nutzpflanzenwissenschaften werden zwei Module ebenfalls mit Vorlesungen, Seminaren und Praktika zur Ernährungsphysiologie und Biochemie der Ernährung zum Studium angeboten. Zusätzlich erfolgt ein Lehrangebot im englischsprachigen Masterstudiengang „Agricultural Genomics“ durch mehrere Module zur „Biochemistry, Proteomics und Molecular Plant Nutrition“. Für Umweltwissenschaftler wird ein Modul „Nutrient Cycling and Sustainability“ im englischsprachigen Masterstudiengang „Environmental Management“ angeboten. Mühling ist Mitglied in der School of Sustainability und Kiel Life Science an der Christian-Albrechts-Universität zu Kiel.
Bisher sind mit ihm als Betreuer mehr als 30 Doktor-, 80 Master- und 70 Bachelorarbeiten experimentell abgeschlossen worden. Mehr als die Hälfte seiner Doktoranden und Postdoktoranden kommen aus dem Ausland (China, Indien, Pakistan, Bangladesch, Ägypten, Sudan, Vietnam, Brasilien, Ghana, Kenia, Iran, Irak). Acht seiner Doktoranden schlossen ihre Promotion mit ausgezeichnet (summa cum laude) ab und insgesamt konnten seine Doktoranden 14 nationale bzw. internationale Promotions- bzw. Förderpreise gewinnen. Vier seiner wissenschaftlichen Assistenten konnte er bisher zur Habilitation führen. Bereits sieben seiner Mitarbeiter sind auf Professuren (Adjunct (Apl.-Prof.), Assistant (W1), Associate (W2) and Full (W3) Professorships) im In- und Ausland ernannt bzw. berufen worden.

### Gremienarbeit
- Senator der Christian-Albrechts-Universität (2022–2024)
- Dekan der Agrar- und Ernährungswissenschaftlichen Fakultät (2020–2022)
- Direktor am Institut für Pflanzenernährung und Bodenkunde (seit 2007)
- Geschäftsführender Direktor am Institut für Pflanzenernährung und Bodenkunde (2009/10, 2013/14, 2017/18, 2021/22, 2025/26)
- Mitglied im Konvent der Agrar- und Ernährungswissenschaftlichen Fakultät (2016–2024)
- Fakultätssprecher für den Fakultätentag für Agrarwissenschaften und Ökotrophologie (seit 2010)
- Mitglied in der Wissenschaftskommission der Christian-Albrechts-Universität zu Kiel (2020–2022)
- Mitglied im Prüfungsausschuss Agrarwissenschaften (2014–2019)
- Mitglied im Prüfungsausschuss Agricultural Genomics mit Lehrangebot im englischsprachigen Studiengang „AgriGenomics“ (seit 2011)
- Mitglied im ständigen Promotions- und Habilitationsausschuss der Agrar- und Ernährungswissenschaftlichen Fakultät (seit 2007)
- Mitglied in der Senatskommission für die Förderung des wissenschaftlichen Nachwuchses (Graduiertenförderung), (seit 2012)
- Mitglied in der Lenkungsgruppe des Kompetenzzentrums Biomassenutzung Schleswig-Holstein (2009–2016)
- Mitglied in der Kiel School of Sustainability mit Lehrangebot im englischsprachigen Studiengang “Environmental Management” (seit 2012)
- Mitglied in der Kiel Life Science (KLS), (seit 2016)
- Mitglied im Kiel Network of Analytical Spectroscopy and Mass Spectrometry (seit 2016)

### Gutachter
Mühling ist als Gutachter für Forschungsanträge, Qualifikationsarbeiten und hochschulpolitische Fragestellungen in den Bereichen Bodenfruchtbarkeit, Pflanzenernährung, Stressphysiologie und Qualität pflanzlicher Nahrungsmittel für folgende Institutionen tätig:

Bundesministerium für Bildung und Forschung (BMBF); Bundesministerium für Landwirtschaft und Ernährung (BMEL) mit den Projektträgern Nachwachsende Rohstoffe (FNR) und Bundesanstalt für Landwirtschaft (BLE); Wissenschaftliche Kommission Niedersachsen; Deutsche Forschungsgemeinschaft (DFG); Deutscher Akademischer Austauschdienst (DAAD); Alexander von Humboldt-Gesellschaft (AvH); United Arab Emirates University (UAEU); Higher Education Committee (HEC, Pakistan); University of Agriculture-Faisalabad (Pakistan); University of California at Davis (USA); The University of Western Australia; The University of Queensland (Australia); Aarhus University (Dänemark); Fulbright-Scholarship (USA); Studienstiftung des Deutschen Volkes; Edmund Rehwinkel Stiftung; Evangelisches Studienwerk Villigst; Konrad-Adenauer-Stiftung; Friedrich-Ebert-Stiftung; Heinrich-Böll-Stiftung; Friedrich-Naumann-Stiftung.

### Mitgliedschaften
- Dachverband Agrarforschung (DAF); Vorstandsmitglied (seit 2012), Präsident (seit 2018)
- Deutsche Agrarforschungsallianz (dafa), Vorstandsmitglied (2014–2018)
- Fakultätentag für Agrarwissenschaften und Ökotrophologie (FTAÖ), Vorsitzender (2013–2015)
- Deutsche Gesellschaft für Pflanzenernährung (DGP), Mitglied (seit 1992), Vorsitzender (2010–2014), Vorstandsmitglied (seit 2019)
- Deutsche Gesellschaft für Qualitätsforschung (Pflanzliche Nahrungspflanzen) (DGQ), Mitglied (seit 2008), Präsident (2011–2022), Ehrenmitglied (seit 2023)
- Deutsche Botanische Gesellschaft (DBG), Mitglied (seit 2011)
- Deutsche Bodenkundliche Gesellschaft (DBG), Mitglied (seit 1989)
- Gesellschaft für Pflanzenbauwissenschaften (GPW), Mitglied (seit 2018)
- Verband Deutscher Landwirtschaftlicher Untersuchungs- und Forschungsanstalten (VDLUFA), Mitglied (seit 1995)
- Deutsche  Landwirtschaftsgesellschaft (DLG), Mitglied (seit 1995)
- Berufsverband  für Agrar, Ernährung und Umwelt (VDL), Mitglied (seit 1985), stellv. Vorsitzender des Landesverbands Schleswig-Holstein (seit 2008)
- Initiativkreis der Agrar- und Ernährungsforschung (IKAEF), Mitglied im Lenkungsgremium (2013–2015)
- Allgemeiner Fakultätentag (AFT), Mitglied (2013–2015)
- Bundesarbeitskreis Blattdüngung und Mikronährstoffe (Workshop im Bundesarbeitskreis Düngung des Industrieverbands Agrar), Vorsitzender (2012–2016)
- American Society of Plant Biologists (ASPB), Mitglied (2000–2010)
- European Society of Agronomy (ESA), Mitglied (1991–1999)
- Federation of European Societies of Plant Biologists (FESPB), Mitglied (2010–2019)
- International Union of Soil Science (IUSS), Mitglied (seit 1989)
- International Society of Plant Spectroscopy (ISPS), Mitglied (seit 2019)

Mühling hat bisher über 40 nationale und internationale Jahrestagungen mit organisiert und davon die Hälfte federführend wissenschaftlich geleitet.

## Veröffentlichungen (Auswahl)

### Bücher
- Bedeutung des durch Plasmalemma-ATPase bedingten Protonengradienten für die Retention der Zucker von Wurzeln intakter Mais- und Ackerbohnenpflanzen. Gießen 1991. (Dissertation)
- Charakterisierung der Ionenverhältnisse im Apoplasten von Blättern mit Hilfe der bildverarbeitenden ratiometrischen Fluoreszenz-Mikroskopie. Shaker, Achen 1998, ISBN 978-3-8265-4444-6. (Habilitationsschrift)

### Redaktionsarbeit und Herausgeberschaft
Mühling ist Gutachter für viele wissenschaftliche Fachzeitschriften auf dem Gebiet der Agrar-, Ernährung-, Umwelt- und Biowissenschaften. Darüber hinaus ist er als Redakteur und Herausgeber für vier wissenschaftliche Fachzeitschriften tätig:
- Journal of Plant Nutrition and Soil Science, Mitglied im Editorial Board (2004–2017), Editor in Chief (seit 2019)
- Plants, Section Plant Nutrition, Section Editor in Chief (seit 2022)
- Frontiers in Plant Science, Section Plant Nutrition, Associate Editor (seit 2011)
- Journal of Agronomy and Crop Science, Associate Editor (2009–2019)
- Journal of Applied Botany and Food Quality, Mitglied im Editorial Board (2005–2017), Section Editor (2018–2019)
- Christiana Albertina, Wissenschaftsjournal der Christian-Albrechts-Universität zu Kiel (Redakteur, seit 2008)
- Agrarspectrum, Tagungsband des Dachverbands Agrarforschung (Mitherausgeber, seit 2012)
- Kuratorium des Wiley-Verlages für das Journal of Plant Nutrition and Soil Science (Kurator, 2010–2014; und wieder seit 2019)